# Buck Owens

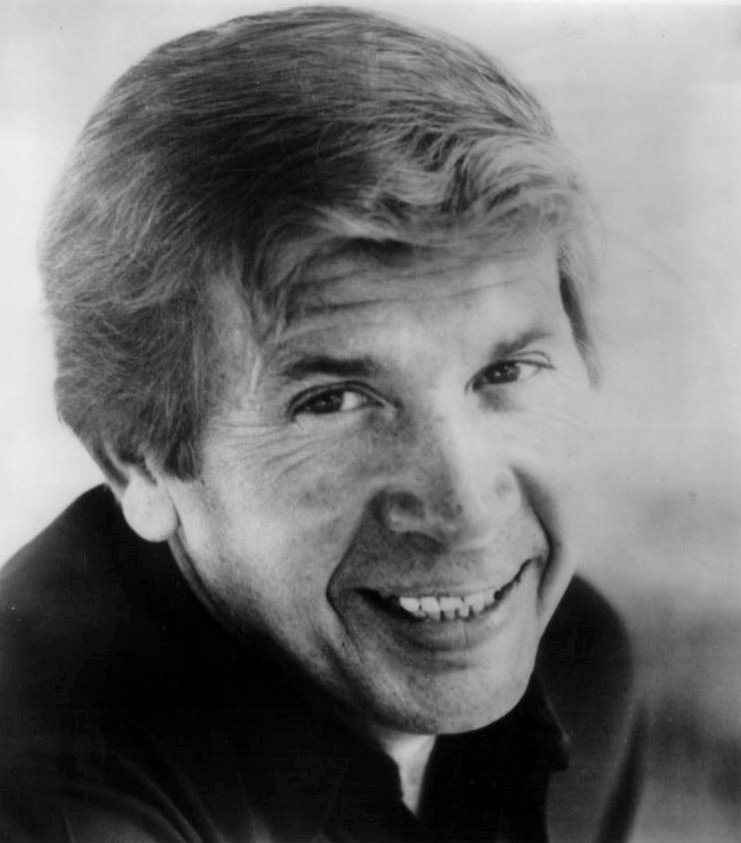
Foto publicitária da Warner Brothers Records, 1977

Alvis Edgar Owens Jr. (12 de agosto de 1929 – 25 de março de 2006), conhecido profissionalmente como Buck Owens, foi um músico, cantor, compositor e líder de banda estadunidense. Ele foi vocalista do Buck Owens and the Buckaroos, que teve 21 canções número 1 nas paradas de música country da Billboard. Ele foi pioneiro no que veio a ser chamado de Bakersfield sound, nomeado em homenagem a Bakersfield, Califórnia, o lar adotivo de Owens e a cidade da qual ele se inspirou no que ele preferia chamar de "música estadunidense".